# 李丹阳 (歌唱家)
李丹阳（1965年—），女，汉族，四川内江人，中华人民共和国女高音歌唱家，二炮歌舞团演员，中国共产党党员，第十一届全国人民代表大会解放军代表。

## 生平
毕业于中国音乐学院民族声乐专业。2008年当选为第十一届全国人大代表。